# Ansorge' buulbuul
Ansorge' buulbuul (Eurillas ansorgei; synoniem: Andropadus ansorgei)  is een zangvogel uit de familie Pycnonotidae (buulbuuls). De vogel werd in 1907 door de Duitse dierkundige Ernst Hartert geldig beschreven en vernoemd naar de arts William John Ansorge (1850 – 1913) die de vogel verzamelde.

## Herkenning
De vogel is gemiddeld 16 cm. Het is een weinig opvallende grijsgroene buulbuul.

## Verspreiding en leefgebied
Deze soort komt voor in westelijk en centraal Afrika en telt twee ondersoorten:
- E. a. ansorgei: van westelijk Guinee tot zuidwestelijk Oeganda en oostelijk Congo-Kinshasa.
- E. a. kavirondensis: westelijk Kenia.

De leefgebieden liggen in vochtig tropisch bos onder de 1500 meter boven de zeespiegel.

## Status
De grootte van de populatie is niet gekwantificeerd maar de soort wordt omschreven als schaars tot plaatselijk vrij algemeen. Op de Rode lijst van de IUCN heeft deze soort de status niet bedreigd.